# АК-47
АК-47 (Автомат Калашников) (на руски: Автомат Калашникова образца 1947 года) е автомат, създаден през 1947 г. от Михаил Калашников и произвеждан от Ижевски машиностроителен завод (Ижмаш) и Тулски оръжеен завод. Използван е от целия Източен блок по време на Студената война.
В сравнение с автоматите, използвани през Втората световна война, АК-47 е по-лек и компактен. Класическите боеприпаси са патрони 7,62×39 mm. Предназначен е за водене на автоматична и полуавтоматична (единична стрелба). Отличителни за него са лесната поддръжка, надеждност и простота на боравене.
Служи като база на ред други модели автомати, карабини (Сайга), картечници (РПК) и др. Произведени са над 100 млн. броя в света, като производството продължава. Много разпространено и употребявано оръжие в държавите от Третия свят и в голяма част от страните от бившия Източен блок. Китай го произвежда като „Тип 56“. В разговорната реч често бива наричан само „калашник“.

## История
Търсенето на методи за увеличаването на огневата мощ на пехотата води до създаването на преносимите леки картечници. Недостатък на този тип оръжие е невъзможността с него да се стреля от ръка в автоматичен режим, поради прекомерния откат. Още от края на 19 век различни иноватори в оръжейната област търсят начин за справяне с този проблем. В края на 19 век италианския офицер Amerigo Cei-Rigotti разработва първото в света автоматично оръжие използващо патрон с междинна енергия, по-ниска от тази на пълноразмерна пушка и по-висока от тази на пистолет, което е способно на контролируема стрелба от ръка. Това оръжие се счита за първия прототип на новия клас оръжие наречено след края на втората световна война с името щурмова пушка (на запад) и автомат (в държавите от съветската сфера на влияние). В годините след Риготи, множество конструктори работят по проблемите на лекото автоматично оръжие работещо под междинен патрон. Като първи подобен образец оръжие употребявано в бойни действия се счита автомата на Владимир Фьодоров, който е произвеждан в Русия по време на първата световна война. В случаите в които това оръжие е достигало до серийно производство и до войската обаче към него са се отнасяли като към лека картечница. То не е било считано за основно пехотно оръжие. В годините преди Втората световна война в Германия е натрупана много работа в областта на създаването на оптималния боеприпас за такъв тип оръжия. Информацията за тези разработки достига и до СССР, където паралелно се разработва подобен патрон с намалени габарити. През този период не е имало разработено оръжие за новите патрони, нито тактически прийоми за употребата му.
Две години след края на нацистите, в Русия било представено ново оръжие, проектирано от Михаил Калашников. Идеята за пушката му дошла, докато бил в болница и се възстановявал от раните си от шрапнел по време на войната. Все още танков командир, Калашников разбрал, че руската армия има нужда от ново въоръжение. Докато бил в болницата, честа тема на разговорите била липсата на добра автоматична винтовка, която да се съревновава с немските. Скоро Калашников влязъл в състезание за ново оръжие, което трябвало да работи в кални, мокри и студени условия. Руският войник харесвал простотата на дизайна на картечния пистолет ППС-43 на Алексей Судаев. Калашников създал своя „Михтим“ и спечелил състезанието. Впоследствие били създадени поредица от пушки, като най-сетне се появил автоматът Калашников. АК-47 бързо бил възприет и скоро бил обявен за основната пушка на армията на СССР, а после и на всички държави от социалистическия блок.

## Дизайн
Руското решение при избора на патрона било много просто. Взема се старият, тежък, но и мощен патрон, използван при обикновените пушки като Мосин-Наган, и се скъсява. Така диаметърът на куршума от 7,62 mm си останал същият, а дължината от 54 mm се намалила на 39 mm. По този начин патронът станал по-лек и с по-малък откат, но с подобна мощ. Това обаче, което е най-революционното при АК-47, е изразът „прост, точен и работи“. Автоматът е лесен за разглобяване, сглобяване и чистене. Употребата му е дори по-лесна. Повечето експерти твърдят, че са нужни по-малко от десет минути, да обясниш на едно дете как се борави с него, а за чистенето и поддържането на прилежния вид на оръжието – най-много един час. „Калашников“ е издръжлив и може да работи при почти всички ситуации. Оръжейни експерти от САЩ са правили няколко екстремни тестове с оръжие с дизайна на Калашников: потапяне във вода, заравяне в пясък и прегазване от брониран военен джип Humvee (Discovery Channel). След всички тестове автоматът работи безпроблемно. Поради тези свойства са правени безброй модификации на автомата, като: АКМ (М – Модернизиран), АК-74 (използващ 5,45х39 mm патрони), Сериите 100 (АК-101, АК-103, АК-105 и др.) АКС-74U, картечница РПК и т.н. Има и други модели оръжия с друг или подобен дизайн (като сръбския М70), но „отвътре“ – Калашников. След края на Студената война, въпреки негативни възгледи на Запада върху пушката, АК-47 има огромен успех. Българската армия закупува огромни броеве АР-М1 – почти същата версия като АК-47, но с подобрена цев, която увеличава ефективния обхват до 600 m, а по-опитен стрелец би могъл да обстрелва цел на 800 m. В днешни дни пътят, който изминава куршума му, достига 2100 – 2300 m. Боеприпасите са същите.
За днешното въоръжение точността и откатът на АК-47 не са особено задоволителни в сравнение с други по-леки западни пушки като М16, M4, G36, AUG и др., но „Калашников“ компенсира като „бомбардира врага“ със „смъртоносна стена“ от олово. Обхватът на ефективната стрелба е 300 m – като при някои картечни пистолети. Автомат Калашников запълва празнината между картечницата и щурмовата пушка (това си личи и от превключвателя на типа на стрелба – предпазител-автоматичен-единичен, тоест основното предназначение е воденето на автоматична стрелба).

### Фрезована или щампована цевна кутия
Фрезованата цевна кутия („Milled receiver“) е направен от солидна стоманена изковка (блок), обработена и оформена чрез специални машини (фреза, струг). Те са здрави, не се усукват и огъват и издържат на многогодишна експлоатация. По-скъпи и по-издръжливи, те имат някои специфични и индивидуални опции.
Щампованата цевна кутия („Stamped receiver“) е направена от огънати, закалени стоманени пластини. Захванати са посредством нитове. Те са много по-опростени. Лесни са за разглобяване и сглобяване. Могат да бъдат много здрави. Но могат да се усучат или огънат при натиск. Нитовете и винтовете могат да се разхлабят от експлоатация.

## Разпространение
Има над 100 милиона АК-47 в оборот, а над 50 армии го използват като основна пушка. Генерал-лейтенант Михаил Калашников бил награден многократно, включително с орден „Герой на Руската Федерация“ и два пъти с орден „Герой на социалистическия труд“. Той твърди, че въпреки огромния брой на неговото оръжие в оборот по света, той не е получил никакво заплащане от тези продажби и дори съобщи, че му се иска да беше изобретил електрическата косачка за трева, вместо АК-47.

## Модели

### АКМ
Автомат Калашникова модернизированный (Автомат Калашников модернизиран) е версия на АК-47. Разликите помежду им са съвсем малки и включват опростяване на дизайна, щампована цевна кутия за олекотяване на щурмовата винтовка, малък огнекомпенсатор и повдигане на приклада с няколко градуса, за да се справи с част от отката при стрелба. Механизмът е същият като при АК-47, въведен е забавител на сработването на автоматичния спусък. Цевта е удължена с 5 mm. Използва и същите руски боеприпаси 7,62х39 mm. АКМ е бил приет на въоръжение през 1959 г. в СССР/Русия.

### АКС
АКС е версия на автомат Калашников, с железен сгъваем приклад. АКС е бил предназначен за въздушно-десантните войски (ВДВ).

## Символично значение
През периода на студената война АК-47 се налага като символ на лошия идеологически враг в холивудската филмова индустрия. Въпреки края на Студената война стереотипът за бандита с АК-47 продължава да се експлоатира.

## Производство в България
По времето на социализма в България започва производство на АК-47 по лиценз в тогавашния завод „Фридрих Енгелс“, Казанлък (1977 – 1989). Произвеждат се автомати „Калашников“ калибър 7,62 и калибър 5,45 мм, картечници „Калашников“ 7,62 и 5,45 мм. Българските автомати се отличават с високо качество и са много търсени на международните пазари. С разпадането на социалистическата система и края на Варшавския договор лицензите изтичат автоматично. Към 2018 г. производител на автомати в България е завод Арсенал. Според източници от завода продукцията им се различава коренно от руското оръжие. Автоматите „Арсенал“ са базирани на руския АК 47, но са многократно подобрени и съобразени с международните изисквания и нормите на НАТО.